# ボヨンボヨン (お笑い)
ぼよんぼよんは、吉本興業東京本社（東京吉本）所属のお笑いコンビ。東京NSC9期生。
同期はハリセンボン、しずる、ライス、てんぐ、など。

## メンバー
岡本昌典（おかもと まさよし　1984年1月20日 - ）
ボケ・ヨーヨー担当。立ち位置は左。A型。
出身・埼玉県東松山市　
趣味・ヨーヨー、ディアボロ（中国ゴマ）、スケボー、殺陣、バイク、空手、キックボクシング、野球
資格・防災士、食品衛生責任者、野球の審判（3級審判員）、普通免許、普通自動二輪、中野ブロードウェイ検定2級
特技・ヨーヨー、ディアボロ、殺陣、瞬間芸
ふぃーばーくん（ふぃーばーくん1983年7月11日 - ）
ツッコミ・立ち位置は右。O型。
出身・神奈川県横浜市　出身校　横浜私立武相高校
趣味・小動物（ウサギ）飼育、メルカリ
特技・パッチンバンドを使って、頭の上に乗せた物を、何でもキャッチ出来る。殺陣、YouTube編集

## 概要
- ネタは諸芸、コント、漫才。コント、漫才は、岡本が特技とするヨーヨーの技を披露し、それをストーリーに組み込んでいく形式が主。
- 諸芸はヨーヨーを使った瞬間芸（ヨーヨーでずれた眼鏡をなおす、洗濯物をとりこむ、炊飯器を開けるなど）を盛り込んだネタを主にしている
- かつて、岡本は「キングエッグ」、ふぃーばーくんは「へいじ」というコンビで活動していたが両組共に解散。その後は2人ともピン芸人として活動していたが、2009年4月にコンビ結成。
- コンビ名のぼよんぼよんは、岡本が趣味とするヨーヨーの技名が由来。
- 内海仁志座長による『よしもと剣喜劇』（2018年より時代劇コメディよしもと剣喜劇）に2014年より参加。2015、2016年には２月～３月２ヶ月間に福島県会津若松の東山温泉の旅館で住み込みで毎日公演を行った。
- 2014年より市川こいくち、ウエスP、ベン山形とともに『よしもとお笑い大道芸』のメンバーとしても活動し始め、当初は立川昭和記念公園にて路上ライブをおこなっており、劇場も含めて年間約５００ステージをこなしていた。
- 2017年4月よりよしもとあなたの街に住みますプロジェクトの埼玉県住みます芸人となる。2021年10月より活動範囲が広がり、首都圏住みます芸人となるが、拠点は埼玉県のままである。
- 2019年埼玉県東松山市應援團員（親善大使）になる。
- 2018年10月[JYYF]日本ヨーヨー連盟公式デモンストレーターに就任
- 2019年2月 Asia's got talent 2019 出演
- 2022年11月 La france a un incroyable talent 2022（フランスズ・ゴット・タレント）』出演
- 2022年11月1日コンビ名『ボヨンボヨン』から『ぼよんぼよん』に改名。それに伴い山本のみ本名の『山本修平』から『ふぃーばーくん』へと改名
- 2025年4月12日 Macau International Comedy Festival （マカオ国際コメディフェスティバル）出演

## 主な活動
- 埼玉県東松山市應援團（親善大使）
- 時代劇コメディよしもと剣喜劇
- よしもとお笑い大道芸
- Yoshimoto Comedy Night OWARAI

### テレビ
- 笑う妖精（テレビ朝日）- 2010年
- 森田一義アワー 笑っていいとも!（フジテレビ）『ドヤテクZ』コーナー（2011年）、『勝ち抜きウルトラソウル選手権』コーナー（2012年）
- マバタキー（フジテレビ）- 2012年12月31日
- 『ぷっ』すま（テレビ朝日）- 2013年
- バカソウル（テレビ東京）- 2013年
- BS吉テレデジ魂（月曜日）（BS日テレ）- 2013年
- ナマイキ!あらびき団（TBSチャンネル）-2013年
- おはスタ（テレビ東京）
- うつけもん（フジテレビ）- 2014年5月14日、6月5日、8月28日
- ZIP!（日本テレビ）- 2014年10月14日『チューモーク!』コーナーVTR出演
- ウソのような本当の瞬間!30秒後に絶対見られるTV（テレビ東京）
- 初詣!爆笑ヒットパレード（フジテレビ）
- 青春アオハルTV（フジテレビ）2018年
- ナカイの窓 （日本テレビ）2018年 6月29日
- ウチのガヤがすみません！（日本テレビ）2018年 7月24日  8月28日 2019年 2月19日 5月17日
- 嵐にしやがれ（日本テレビ）2018年 10月13日
- 世界まる見え！テレビ特捜部(日本テレビ)2018年 10月29日
- おはスタ(テレビ東京)OHA技王のコーナー 2018年 10月30日 12月18日
- カミヒトエ！（テレビ朝日）2019年1月4日 5月15日
- AsiasGotTalent2019（AXN asia）2019年 2月
- SKE48のバズらせます！！（東海テレビ）- 2019年7月16日
- 超問クイズ! 真実か?ウソか?（日本テレビ）- 2019年8月2日
- スクール革命！（日本テレビ）2019年8月18日
- 100TAINER（中京テレビ）2019年9月5日
- Tú Sí Que Vales（イタリア🇮🇹）2019年11月30日
- iUmor（ルーマニア🇷🇴）2020年5月5日
- スッキリ（日本テレビ）2020年6月22日
- かまいったーTV（Twitter公式番組）2021年6月10日
- 内村のツボる動画（テレビ東京）2021年6月16日
- ミュージックステーション（テレビ朝日）2021年7月16日
- いろはに千鳥（テレビ埼玉）2021年9月14日
- 初詣!爆笑ヒットパレード（フジテレビ）2022年1月1日
- France's Got Talent 2022 （フランス🇫🇷）2022年11月
- 内村のツボる動画（テレビ東京）2023年4月18日

2023年7月27日
- あらびき団（TBS）

2023年12月31日
- 新春！幻の優勝ネタ祭り（テレビ東京）　世界でウケる-1グランプリ優勝
- ミュージックカマー（ SPACE SHOWER TV 、 Lemino 、 •FANY）2024年3月17日
- 千鳥のクセスゴ！（フジテレビ）4月14日
- おはスタ（テレビ東京）6月5日、19日、26日　6月あさ-1グランプリ　月間チャンピョン
- ぐるナイ年越しおもしろ荘！今年も誰か売れて頂戴SP（フジテレビ）2024年12月31日
- 初詣!爆笑ヒットパレード（フジテレビ）2025年1月1日
- おはスタ（テレビ東京）2月26日
- 今日もaoen頑張ります！（日本テレビ）6月26日

### ライブ
主な過去出演ライブ
- Get King Live／ヨシモト∞ホール
- 彩〜イロドリ〜Live／ヨシモト∞ホール
- 星屑たちのステージ／新宿ネイキッドロフト
- クレオパトラの誰かと喋りたい夜／新宿ネイキッドロフト
- 謎ト答／神保町花月
- 烏龍パークトークライブ
- 極楽とんぼ山本圭壱 No dinner Show
- ルミネtheよしもと
- 浅草花月
- 大宮ラクーンよしもと劇場
- よしもと沖縄花月
- よしもと幕張イオンモール劇場
- ぼよんぼよん初単独ライブ2025年2月24日